# Tsheärbmahoaivi
Tsheärbmahoaivi är ett berg i Finland.   Det ligger i den ekonomiska regionen  Fjäll-Lappland  och landskapet Lappland, i den norra delen av landet, 900 km norr om huvudstaden Helsingfors. Toppen på Tsheärbmahoaivi är 522 meter över havet.
Terrängen runt Tsheärbmahoaivi är huvudsakligen platt.  Trakten runt Tsheärbmahoaivi är nära nog obefolkad, med mindre än två invånare per kvadratkilometer. Det finns inga samhällen i närheten. Omgivningarna runt Tsheärbmahoaivi är i huvudsak ett öppet busklandskap.